# DinDin (rapper)
Lim Cheol (em coreano: 임철; nascido em 20 de novembro de 1991) mais conhecido pelo seu nome artístico DinDin (em coreano: 딘딘),  é um rapper sul-coreano.

## Discografia

### Aparições em Trilha sonora
| Título                                                                  | Ano  | Posições no chart | Vendas (DL) | Álbum                     |
| Título                                                                  | Ano  | KOR Gaon          | Vendas (DL) | Álbum                     |
| ----------------------------------------------------------------------- | ---- | ----------------- | ----------- | ------------------------- |
| "Do it"                                                                 | 2015 |                   |             | Last                      |
| "Memories"                                                              | 2015 |                   |             |                           |
| "Foxy Girl" Ryeowook ft. DinDin                                         | 2016 | 189               | 12,799+     | The Little Prince         |
| "You Look Pretty" (feat. Juniel)                                        | 2016 | —                 | —           | Beautiful Gong Shim OST   |
| "Must Be The Money"                                                     | 2017 | —                 | —           | Chief Kim OST             |
| "The Package"                                                           | 2017 |                   |             | The Package OST           |
| "Is It Love"                                                            | 2019 |                   |             | My Strange Hero OST       |
| "3!4" ft. SOYA                                                          | 2021 |                   |             | Hello, Me OST             |
| "Straight"                                                              | 2021 |                   |             | Dali and Cocky Prince OST |
| "—" denota lançamentos que não gráfico ou não foram lançados na região. |      |                   |             |                           |

## Filmografia

### Televisão
| Ano       | Programa                               | Rede          | Funções    | Notas                                             |
| --------- | -------------------------------------- | ------------- | ---------- | ------------------------------------------------- |
| 2013      | Show Me the Money 2                    | Mnet          | O próprio  | Competidor                                        |
| 2015      | Catch Music If You Can                 | MBC Music     | O próprio  | Elenco                                            |
| 2015-2016 | My Money Partner: The CEO of Next Door | MBC           | O próprio  | Elenco                                            |
| 2015-2016 | Real Men                               | MBC           | O próprio  | Elenco                                            |
| 2016      | I Can See Your Voice                   | Mnet          | O próprio  | Temporada 3, Episódio 5                           |
| 2016      | Tribe of Hip Hop                       | JTBC          | O próprio  | Elenco                                            |
| 2016      | Happy Together                         | KBS2          | O próprio  | O Incrível Grupo Especial                         |
| 2016      | Sister's Slam Dunk                     | KBS2          | O próprio  | Temporada 1, Episódio 22                          |
| 2016      | Love Battle                            | Naver TV Cast | O próprio  | Elenco                                            |
| 2016      | Infinite Challenge                     | MBC           | O próprio  | Festival de Hip Hop do Parceiro com Park Myungsoo |
| 2017      | King of Mask Singer                    | MBC           | Competidor | como "Bitter Shine and Your Story" (episódio 95)  |
| 2019      | 2 Days & 1 Night                       | KBS2          | O próprio  |                                                   |
| 2019      | Hangout with Yoo                       |               | O próprio  | Convidado, Episódios 1-5                          |
| 2019      | Show Me the Money 2                    |               | O próprio  | Especial MC - Episódio 10                         |
| 2019      | How Do You Play? Pilot                 |               | O próprio  | Convidado                                         |
| 2019      | Player 7                               |               | O próprio  | Convidado, Episódio 9                             |
| 2019      | The Call Season 2                      |               | O próprio  | 2nd Line Up, Membro Member                        |
| 2020      | March of the Ants                      | Kakao TV      | O próprio  | Elenco                                            |
| 2020      | March of the Ants: Chapter 2           | Kakao TV      | O próprio  | Elenco                                            |
| 2021      | March of the Ants: Chapter 3           | Kakao TV      | O próprio  | Elenco                                            |
| 2021      | March of the Ants: Chapter 4           | Kakao TV      | O próprio  | Elenco                                            |
| 2021      | March of the Ants: Chapter 5           | Kakao TV      | O próprio  | Elenco                                            |
| 2021      | Alcohol King DinDin                    | Youtube       | O próprio  | YouTube                                           |
| 2022      | DNA Mate                               | MBC           | O próprio  | Elenco                                            |
| 2022      | Seoul Check-in                         | tvN           | O próprio  | Convidado                                         |
| 2022      | The Backpacker Chef                    | tvN           | O próprio  | Elenco                                            |